# Rebourguil
Rebourguil är en kommun i departementet Aveyron i regionen Occitanien i södra Frankrike. Kommunen ligger  i kantonen Belmont-sur-Rance som ligger i arrondissementet Millau. År 2022 hade Rebourguil 287 invånare.

## Befolkningsutveckling
Antalet invånare i kommunen Rebourguil
Referens: INSEE